# 派恩街70号
派恩街70号（70 Pine Street），旧称美国国际大厦、华尔大厦60，最初名为城市服务大厦，是一座位于纽约曼哈顿的66层，952英尺（290米）高的办公楼。于1931-1932年由城市服务公司修建而成。在世界貿易中心完工前，派恩街70號是紐約市第三高樓。
2011年6月，该建筑被纳入纽约市地标建筑和内部装饰地标建筑名单。